# Efferia caudex
Efferia caudex är en tvåvingeart som först beskrevs av Walker 1849.  Efferia caudex ingår i släktet Efferia och familjen rovflugor.
Artens utbredningsområde är Jamaica. Inga underarter finns listade i Catalogue of Life.